# علي بشماني
علي بشماني (ولد في 17 يناير 2000 في اللاذقية، سوريا) لاعب كرة قدم سوري دولي يجيد اللعب في مركز المهاجم وأيضا الجناح الأيمن والأيسر. يلعب حاليا لصالح الحالة البحريني منذ 10 يوليو 2023.

## المسيرة الرياضية

### الأندية
في 1 أغسطس 2023 انتقل بشماني من الزوراء العراقي إلى البسيتين البحريني في صفقة انتقال حر.
في 10 يوليو 2024 انتقل بشماني من البسيتين البحريني إلى الحالة البحريني في صفقة انتقال حر.